# Islandia en el Festival de la Canción de Eurovisión 2004
Islandia participó en el Festival de la Canción de Eurovisión 2004 con la canción "Heaven", interpretada por Jónsi, compuesta por Sveinn Rúnar Sigurðsson y escrita por Magnús Þór Sigmundsson. El representante islandés fue escogido de forma interna por la RÚV. Islandia obtuvo el 19.º puesto en la final del 15 de mayo de 2004.

## Antecedentes
Antes de la edición de 2004, contando desde su debut en 1986, Islandia había participado en el Festival de la Canción de Eurovisión dieciséis veces. La mejor posición de Islandia en el concurso, hasta este punto, fue el 2.º puesto en 1999, con la canción "All Out of Luck" interpretada por Selma. En 2003, Islandia fue representada por Birgitta Haukdal con la canción "Open Your Heart", obteniendo el 8.º puesto.
La radioemisora nacional islandesa, Ríkisútvarpið (RÚV), transmite el evento dentro de Islandia y organiza el proceso de selección del representante del país. Para esto último, ha utilizado tanto elecciones internas como la realización de una final nacional. En 2000, 2001 y 2003, Islandia utilizó la final nacional.

## Antes de Eurovisión

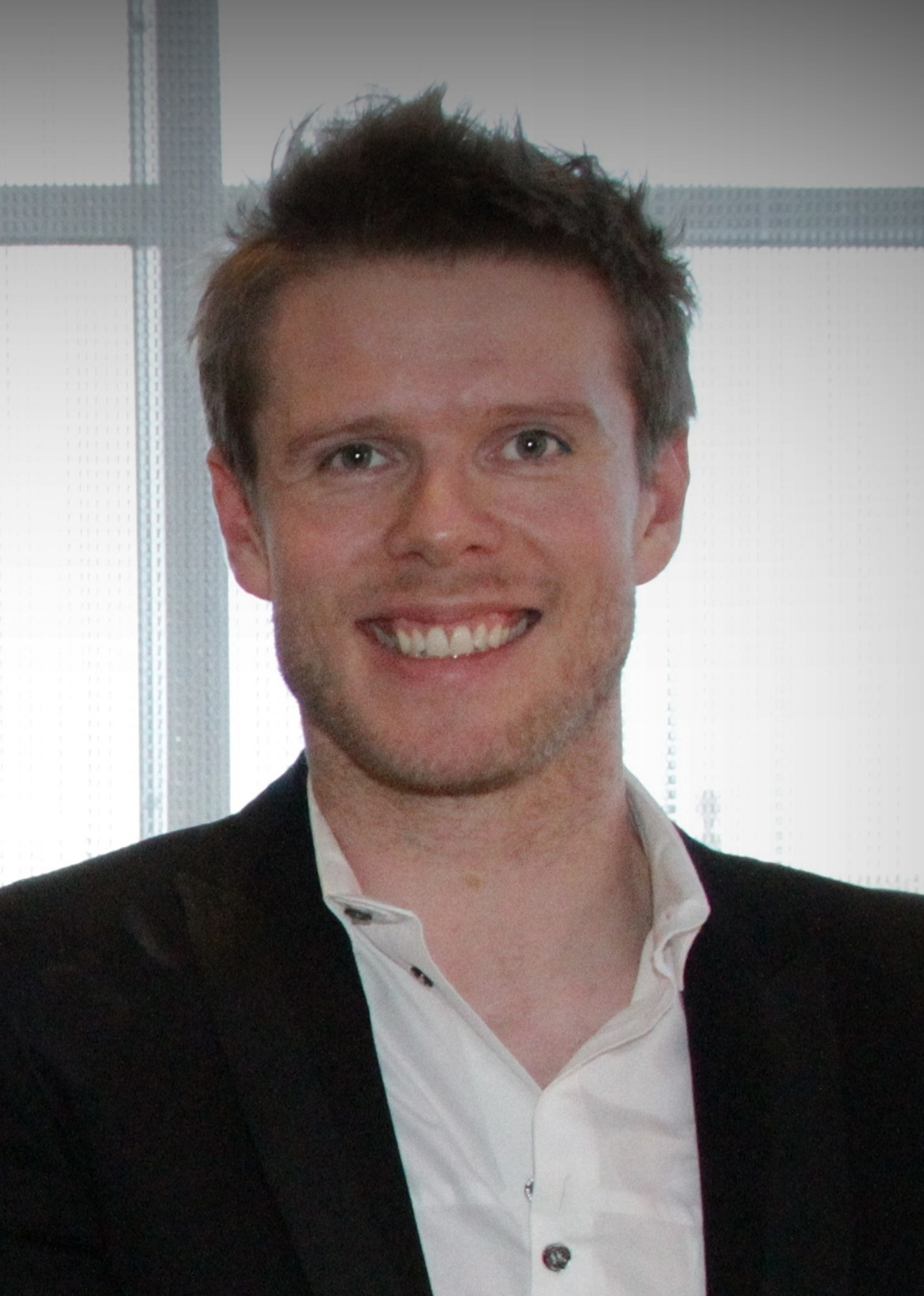
Jónsi fue seleccionado internamente para representar a Islandia en 2004.

El 23 de octubre de 2003 se anunció que la RÚV realizaría una elección interna para determinar al representante del país, la primera desde 1999. Además, se abrió un período de recepción de canciones, el cual concluyó el 17 de noviembre de 2003. De este modo, el cantante sería escogido internamente, mientras la canción provendría de la convocatoria pública. Al finalizar el período de recepción de canciones, 117 candidaturas fueron recibidas. De estas, un jurado de músicos profesionales debería elegir a la canción que iría al Festival.

### Elección interna
El 09 de febrero de 2004 la RÚV confirmó la elección de Jón Jósep Snæbjörnsson, Jónsi, como el representante de Islandia en el Festival de la Canción de Eurovisión 2004. Él era un miembro de la banda Í svörtum fötum, y uno de los cantantes masculinos más populares de Islandia.

### Lanzamiento de la canción
El 09 de febrero de 2004, también, fue revelado el nombre de la canción, "Heaven". Finalmente, el 20 de marzo de 2004 se presentan la canción y el videoclip en el Laugardagskvöldi með Gísla Marteini (Programa de Sábado por la Noche con Gísli Marteinn).

## En Eurovisión
Para el Festival de la Canción de Eurovisión 2004 fue introducida una semifinal, con el propósito de acomodar la afluencia de países que deseaban participar. De acuerdo con las reglas de Eurovisión, con la excepción del Big Four (Alemania, España, Francia y el Reino Unido) y los países, distintos a estos últimos, que hayan obtenido las diez mejores posiciones en el Festival del año anterior, todos los países debían competir en la semifinal. En esta, los diez mejor posicionados conseguían su pase a la final. Islandia, debido al 8.º puesto obtenido en el Festival de la Canción de Eurovisión 2003, obtuvo una de las plazas de clasificación automática para la final del 2004. El 23 de marzo de 2004 fueron realizados los sorteos del orden de presentación de las canciones participantes, tanto de la semifinal como de la final. Esto determinó que Islandia debía presentarse en 17.º lugar, después de un país clasificado de la semifinal, que resultó ser Grecia, y antes de Irlanda, en la final del 15 de mayo de 2004.

### Presentación y Resultados
Jónsi se presentó en solitario sobre el escenario la noche de la final. En esta, la canción obtuvo el 19.º puesto con 16 puntos, lo que obligaría a Islandia a participar en la semifinal del 2005.
El comentarista de la transmisión del Festival por la Sjónvarpið, tanto de la semifinal como de la final, fue Gísli Marteinn Baldursson. En la final, el 15 de mayo de 2005, el orden de votación de cada país fue determinado por su código ISO 3166-1 alfa-2, de dos letras. Islandia fue el 21.er país en entregar sus votos. La portavoz de los votos del público islandés fue Sigrún Ósk Kristjánsdóttir.

### Puntos otorgados a Islandia
| Final              | Final     | Final    | Final                           | Final    |
| 12 puntos          | 10 puntos | 8 puntos | 7 puntos                        | 6 puntos |
| ------------------ | --------- | -------- | ------------------------------- | -------- |
|                    |           |          |                                 |          |
| 5 puntos           | 4 puntos  | 3 puntos | 2 puntos                        | 1 punto  |
| - Mónaco - Noruega |           |          | - Dinamarca - Finlandia - Rusia |          |

### Puntos otorgados por Islandia
| Semifinal | Semifinal    |
| --------- | ------------ |
| 12 puntos | Dinamarca    |
| 10 puntos | Ucrania      |
| 8 puntos  | Chipre       |
| 7 puntos  | Estonia      |
| 6 puntos  | Grecia       |
| 5 puntos  | Países Bajos |
| 4 puntos  | Albania      |
| 3 puntos  | Finlandia    |
| 2 puntos  | Malta        |
| 1 punto   | Bielorrusia  |

| Final     | Final               |
| --------- | ------------------- |
| 12 puntos | Ucrania             |
| 10 puntos | Chipre              |
| 8 puntos  | Suecia              |
| 7 puntos  | Serbia y Montenegro |
| 6 puntos  | Grecia              |
| 5 puntos  | Turquía             |
| 4 puntos  | Albania             |
| 3 puntos  | Polonia             |
| 2 puntos  | Reino Unido         |
| 1 punto   | España              |